# Боргорикко
Боргорикко (итал. Borgoricco) — коммуна в Италии, располагается в провинции Падуя области Венеция.
Население составляет 7429 человек (на 2004 г.), плотность населения составляет 370,25 чел./км². Занимает площадь 20 км². Почтовый индекс — 35010. Телефонный код — 049.
Покровителем коммуны почитается святой Леонард Ноблакский. Праздник ежегодно празднуется 6 ноября.